# Tadeusz Ćwik

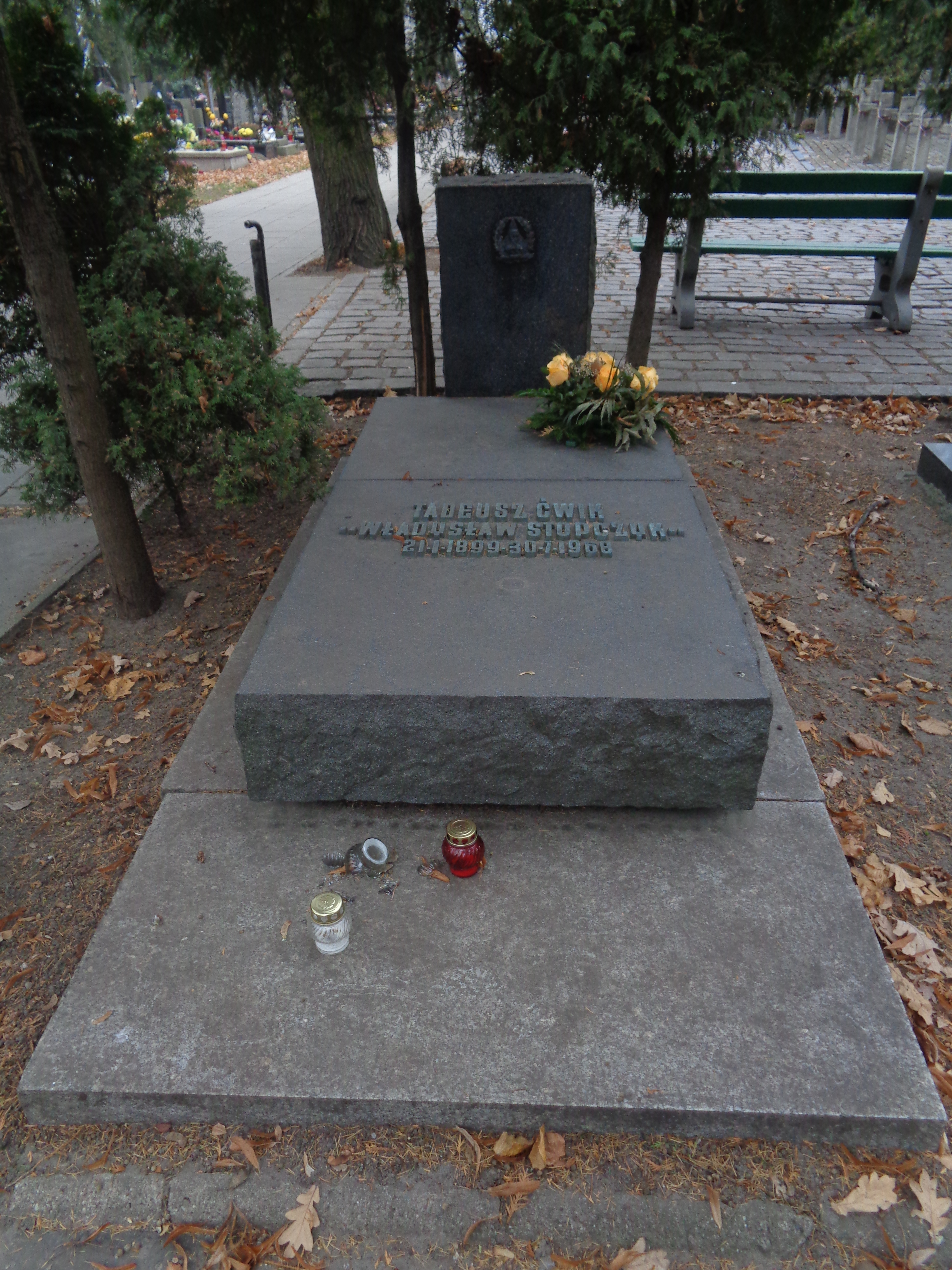
Grób Tadeusza Ćwika na cmentarzu Wojskowym na Powązkach

Tadeusz Ćwik, ps. Burza, Czesław, Władysław Stopczyk, Teofil, Wicher (ur. 27 stycznia 1899 w Krakowie, zm. 30 lipca 1968 w Warszawie) – polski działacz socjalistyczny,  komunistyczny i związkowy, członek KPP, sekretarz generalny PPS-Lewicy, członek Komitetu Centralnego (KC) PZPR, członek Polskiego Komitetu Obrońców Pokoju.

## Życiorys
Syn członka PPSD i działacza związku zawodowego kolejarzy, Karola. Od 1915 członek Koła Młodzieży PPSD. W 1917 wstąpił do Polskiego Korpusu Posiłkowego, uczestnik buntu Korpusu w nocy z 15 na 16 lutego 1918. Pod koniec 1918 wystąpił z PPSD i wstąpił do KPRP/KPP. Zorganizował skład literatury komunistycznej w hotelu „Monopol”, w którym wówczas pracował. W 1920 został skierowany do pracy w wojsku, jako członek nielegalnej Rady Żołnierskiej prowadził propagandę przeciw wojnie polsko-sowieckiej na terenie Krakowa. Za działalność komunistyczną był wielokrotnie aresztowany i więziony, w więzieniach w Będzinie, Mysłowicach i Wronkach był członkiem zarządu komuny więźniów politycznych. 1925–1926 był wiceprzewodniczącym Podhalańskiej Rady Związków Zawodowych w Zakopanem. Działał w Towarzystwie Oświatowym im. Adama Mickiewicza, organizując kursy marksistowskie. W 1926 został skierowany przez KC KPP do pracy związkowej w Zagłębiu Dąbrowskim, gdzie został sekretarzem zawierciańskiego oddziału Związku Zawodowego Robotników i Robotnic Przemysłu Włókienniczego w Polsce, a następnie Rady Związków Zawodowych (RZZ) w Zawierciu.
Latem 1926 zorganizował kilka zwycięskich strajków, m.in. strajk włókniarzy. Od końca 1928 działał w Związku Zawodowym Robotników Przemysłu Chemicznego i Pokrewnych w RP; 1928–1930 był skarbnikiem Zarządu Głównego (ZG) związku. 4 lipca 1929 został członkiem Tymczasowego Komitetu Wykonawczego PPS-Lewicy, a na I Krajowym Zjeździe PPS-Lewicy w lipcu 1929 w Warszawie został wybrany sekretarzem generalnym tej partii. Od sierpnia 1933 sekretarz Centralnego Wydziału Zawodowego KC KPP. Pod koniec 1933 wyjechał do Moskwy, gdzie ukończył Międzynarodową Szkołę Leninowską. Brał udział w VII Kongresie Kominternu latem 1935 w Moskwie. Po rozwiązaniu Centralnego Wydziału Zawodowego był instruktorem KC KPP do spraw ruchu zawodowego. Od wiosny 1936 był robotnikiem budowlanym w TOR na Kole. Działał w Centralnym Związku Zawodowym Robotników Przemysłu Budowlanego, Drzewnego, Ceramicznego i Pokrewnych Zawodów w Polsce.
Pod koniec 1936 na polecenie Sekretariatu Krajowego KC KPP wyjechał do Hiszpanii, gdzie został komisarzem do spraw ochotników polskich i słowiańskich w bazie Brygad Międzynarodowych w Albacete, a następnie komisarzem politycznym XIII Brygady im. Jarosława Dąbrowskiego, komisarzem 
45. Dywizji Międzynarodowej i zastępcą komisarza 21. Korpusu Armii. Walczył m.in. pod Madrytem, Saragossą, Teruelem, gdzie został ranny, i pod Leridą. W drugiej połowie 1938 skierowano go do Francji, gdzie organizował pomoc dla Republiki Hiszpańskiej, a po zakończeniu wojny prowadził akcję na rzecz uczestników wojny internowanych we Francji. Utrzymywał kontakt z powstałą w Paryżu tzw. grupą inicjatywną PPR. Współorganizował Komitet Frontu Narodowego.
W 1940 zgłosił się do Armii Polskiej we Francji, z którą następnie przedostał się do Wielkiej Brytanii, gdzie wstąpił do PPS. Aresztowany pod zarzutem szerzenia wrogiej propagandy przeciwko korpusowi oficerskiemu, został uniewinniony, jednak zwolniony z wojska. Wówczas został kierownikiem Wydziału Opieki Nad Inwalidami. Członek lewego skrzydła londyńskiej PPS, sekretarz Reprezentacji Zagranicznej Polskich Związków Zawodowych. Działał również w Centralnej Sekcji Morskiej Związku Zawodowego Transportowców w Londynie, z której uczynił bazę pomocy byłym żołnierzom Brygad Międzynarodowych. W 1944 zorganizował Związek Kombatantów, który w lipcu 1944 poparł Polski Komitet Wyzwolenia Narodowego, a następnie Tymczasowy Rząd Jedności Narodowej. Po utworzeniu ambasady RP w Londynie został jej II sekretarzem.
Jesienią 1945 wrócił do kraju i został dyrektorem Departamentu Ogólnego w Ministerstwie Pracy i Opieki Społecznej, a następnie prezesem Głównego Urzędu Inwalidzkiego. Wstąpił do „odrodzonej” PPS. Od 4 listopada 1945 członek jej Rady Naczelnej (RN), a od 4 grudnia 1946 Centralnego Komitetu Wykonawczego (CKW). 1945–1947 był członkiem Prezydium i wiceprzewodniczącym ZG Związku Zawodowego Pracowników Państwowych. W 1948 został sekretarzem generalnym Komisji Centralnej Związków Zawodowych (KCZZ), a w 1949 wiceprzewodniczącym Centralnej Rady Związków Zawodowych (CRZZ).
W 1947 został posłem na sejm z okręgu Pruszków. Zwolennik połączenia z PPR-em; na Kongresie Zjednoczeniowym w grudniu 1948 został  członkiem KC PZPR. W 1949 roku był delegatem Krajowej Rady Obrońców Pokoju na Kongres Obrońców Pokoju w Paryżu. Członek Komitetu Wykonawczego Światowej Federacji Związków Zawodowych (ŚFZZ) i Światowej Rady Pokoju. W 1953 usunięto go z PZPR i pozbawiono wszystkich stanowisk, w 1956 przywrócono mu członkostwo w PZPR. 1957–1961 redaktor naczelny „Przeglądu Związkowego”. Na IV Kongresie Związków Zawodowych w kwietniu 1958 został członkiem Plenum CRZZ.
Przeszedł na rentę dla zasłużonych, pracując nadal społecznie – był m.in. zastępcą sekretarza Rady Naczelnej ZBoWiD, wiceprzewodniczącym Krajowej Komisji Dąbrowszczaków, sekretarzem Polskiego Komitetu Solidarności z Ludem Hiszpanii, prezesem Rady Turystyki i członkiem Prezydium Komisji Historii Ruchu Zawodowego CRZZ. 
Został pochowany w Alei Zasłużonych na cmentarzu Wojskowym na Powązkach (kwatera A28-tuje-22). 

## Ordery i odznaczenia
- Order Sztandaru Pracy I klasy
- Order Krzyża Grunwaldu III klasy (dwukrotnie: 4 czerwca 1946[3], 16 lipca 1946[4])
- Złote Odznaczenie im. Janka Krasickiego (1966)[5]
- Brązowy Medal „Za zasługi dla obronności kraju” (1967)[6]
- Złota odznaka honorowa „Za Zasługi dla Warszawy” (1966)[7]
- Odznaka „Zasłużony Działacz Turystyki” (1965)[8]